# Římskokatolická farnost Předslavice
Římskokatolická farnost Předslavice je územním společenstvím římských katolíků v rámci strakonického vikariátu českobudějovické diecéze.

## O farnosti

### Historie
Roku 1359 se v Předslavicích připomíná plebánie. Ta později zanikla a v letech 1665–1770 byly Předslavice přifařeny k Vlachovu Březí. Roku 1770 byla obnovena samostatná farnost.

### Současnost
Farnost Předslavice je spravována excurrendo z Vlachova Březí
| Kostel             | Místo       | Bohoslužba             | Bohoslužba               | Poznámka     |
| ------------------ | ----------- | ---------------------- | ------------------------ | ------------ |
| Kaple              | Beneda      | neslouží se pravidelně | neslouží se pravidelně   | obecní kaple |
| Kaple              | Bohunice    | neslouží se pravidelně | neslouží se pravidelně   | obecní kaple |
| Kaple              | Koječín     | neslouží se pravidelně | neslouží se pravidelně   | obecní kaple |
| Kaple              | Marčovice   | neslouží se pravidelně | neslouží se pravidelně   | obecní kaple |
| Kostel sv. Václava | Předslavice | 4. sobota v měsíci     | 14.00 v zimě17:00 v lete | farní kostel |
| Kaple              | Tvrzice     | neslouží se pravidelně | neslouží se pravidelně   | obecní kaple |
| Kaple              | Všechlapy   | neslouží se pravidelně | neslouží se pravidelně   | obecní kaple |